# Trentels
Trentels é uma comuna francesa na região administrativa da Nova Aquitânia, no departamento Lot-et-Garonne. Estende-se por uma área de 19,44 km². Em 2010 a comuna tinha 912 habitantes (densidade: 46,9 hab./km²).